# Мондроховский, Роман
Роман Мондроховский (пол. Roman Mądrochowski; 6 марта 1959, Познань — 17 января 2018) — польский футболист, защитник и полузащитник.

## Биография
Воспитанник клуба «Лех» (Познань), в нём же начал взрослую карьеру. Дебютировал в чемпионате Польши 6 июня 1979 года в игре против «Вислы» (Краков). Всего за два с половиной сезона в составе «Леха» провёл 29 матчей в высшем дивизионе.
В 1981—1983 годах выступал за «Грыф» (Слупск). В 1983 году перешёл в состав клуба «Заглембе» (Любин), с которым по итогам сезона 1984/85 вышел в высший дивизион. За следующие три сезона провёл 63 матча в элите. В конце карьеры провёл один сезон
в составе «Гурника» (Польковице).
Всего в высшем дивизионе Польши сыграл 92 матча.
Скончался 17 января 2018 года в возрасте 58 лет. Похоронен на кладбище «Обора» в Любине.

## Личная жизнь
Сын Марчин (род. 1984) тоже был футболистом, сыграл один матч в высшем дивизионе Польши.